# Карл Русс (художник)

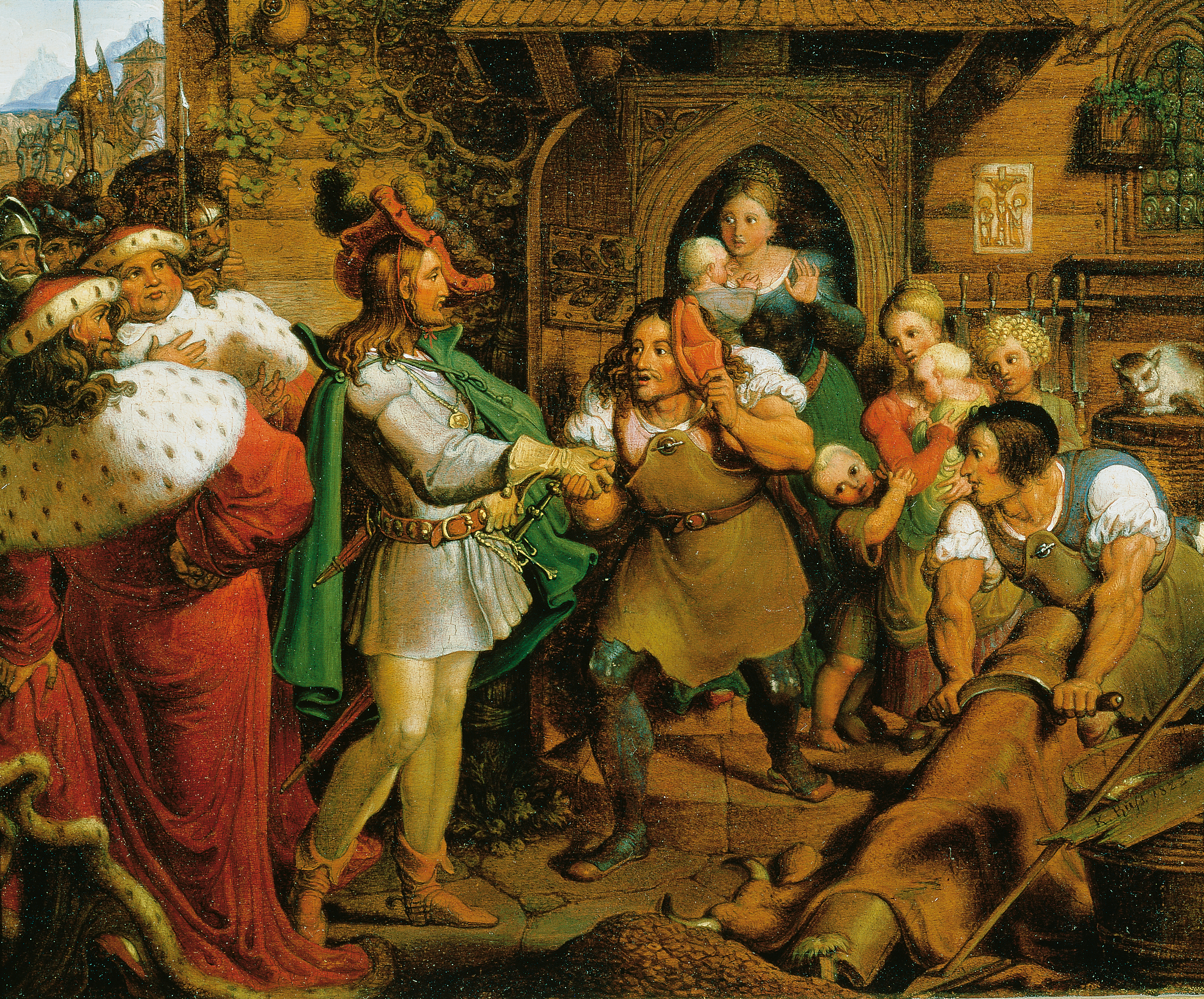
Император Максимилиан II посещает мастеров

Карл Русс (англ. Karl Ruß; 4 августа 1779, Вена, Австрийская империя — 19 сентября 1843, там же) — австрийский художник, график периода бидермейера.

## Биография
Родился в бедной семье. С детства проявлял талант к рисованию, брал уроки у местных художников.
Образование получил в Венской академии художеств. Учился у Иоганна Христиана Бранда и Иоганна Баптиста Дрекслера, позже у Губерта Маурера.
Писал, в основном, сцены из мифологии, античности, австрийской истории. В 1806 году работал над дизайном интерьера галереи Альбертины.
С 1810 года был придворным художником эрцгерцога Иоганна Баптиста Австрийского и сопровождал его в походах по Штирии, чтобы познакомиться со страной и найти мотивы для картин, которые тот просил создать. Эрцгерцог Иоганн поручил ему запечатлеть одежду простых деревенских жителей Штирии в серии акварелей. Таким образом, Русс оставил потомкам то, что достоверно известно об одежде и костюмах периода между 1810 и 1820 годами, от праздничных одеяний горожан до одежды крестьянского мальчика.
С 1818 года был вторым, а с 1821 года — первым хранителем Императорской и Королевской картинной галереи во дворце Бельведер в Вене.
Его сын художник Леандер Русс (1809—1864).

## Память
- В 1927 году в честь него и его сына была названа улица в венском районе Хитцинг.

## Галерея

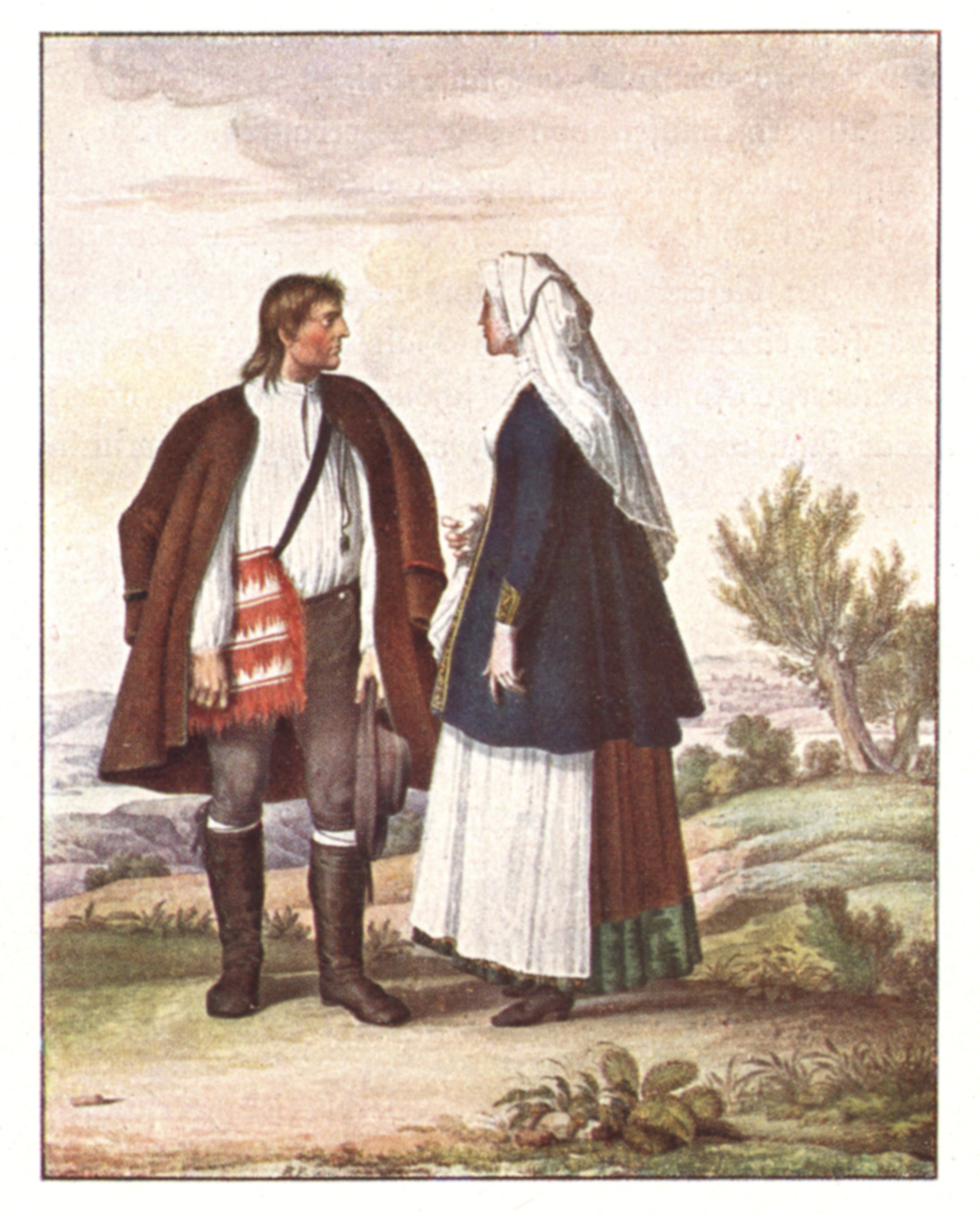
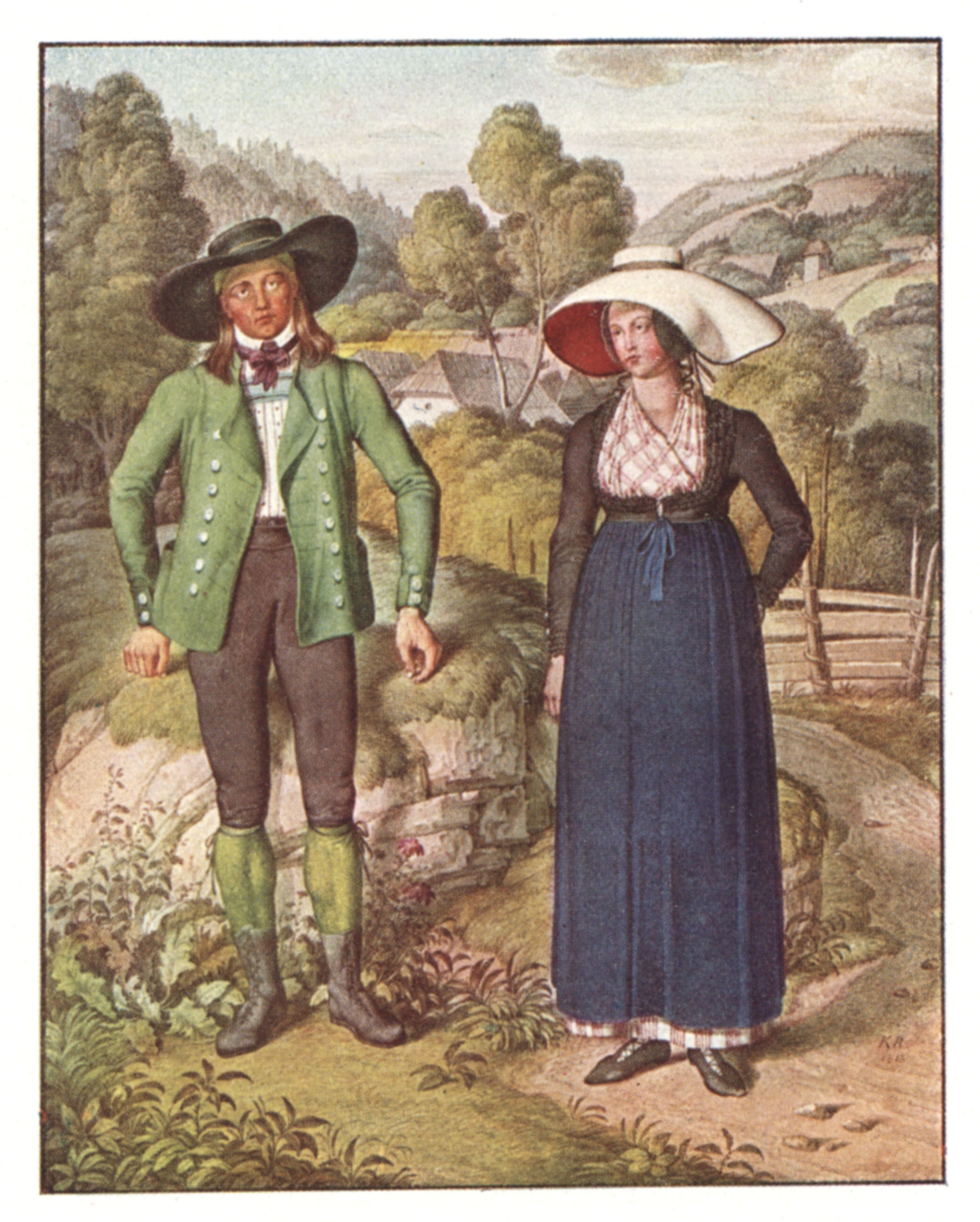
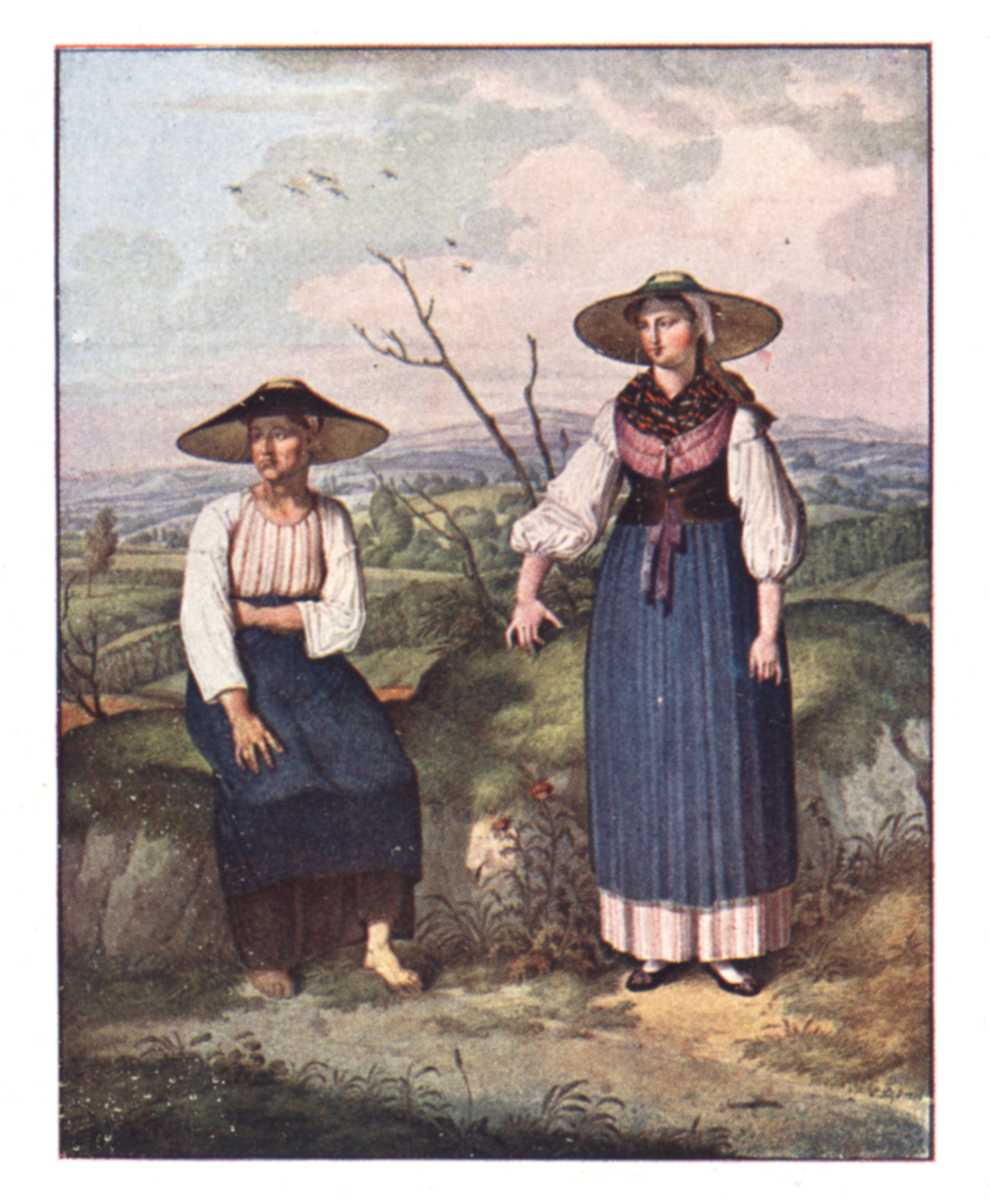
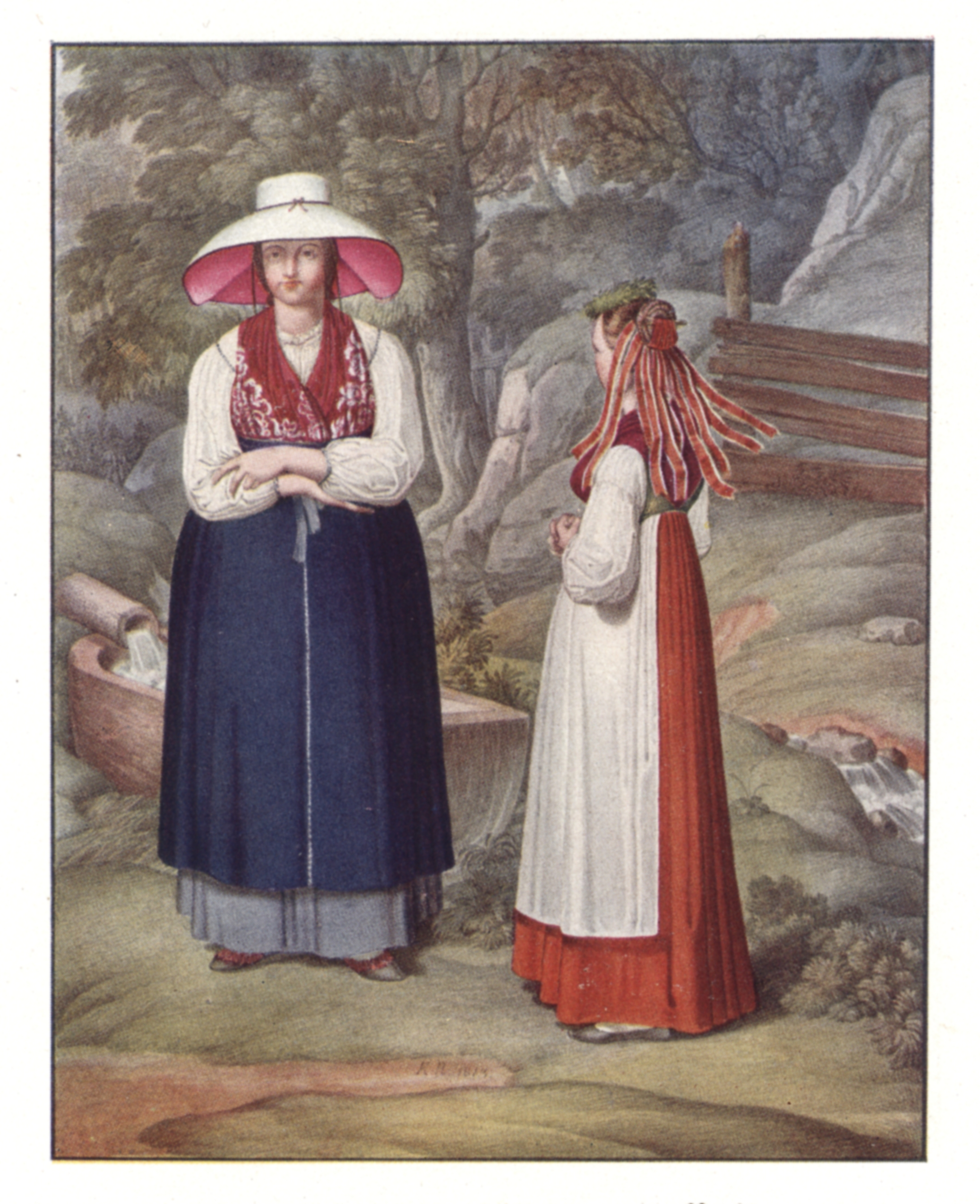
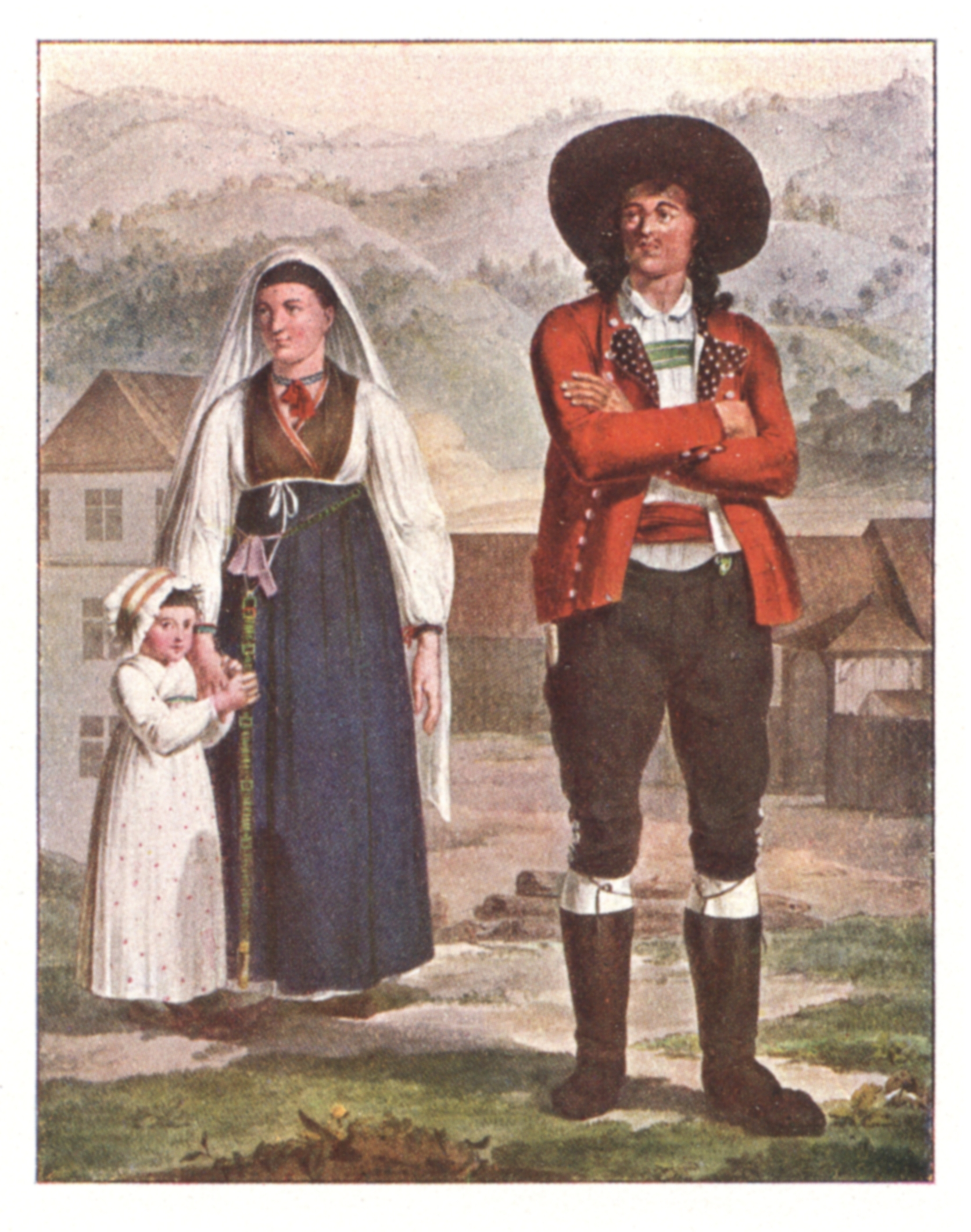
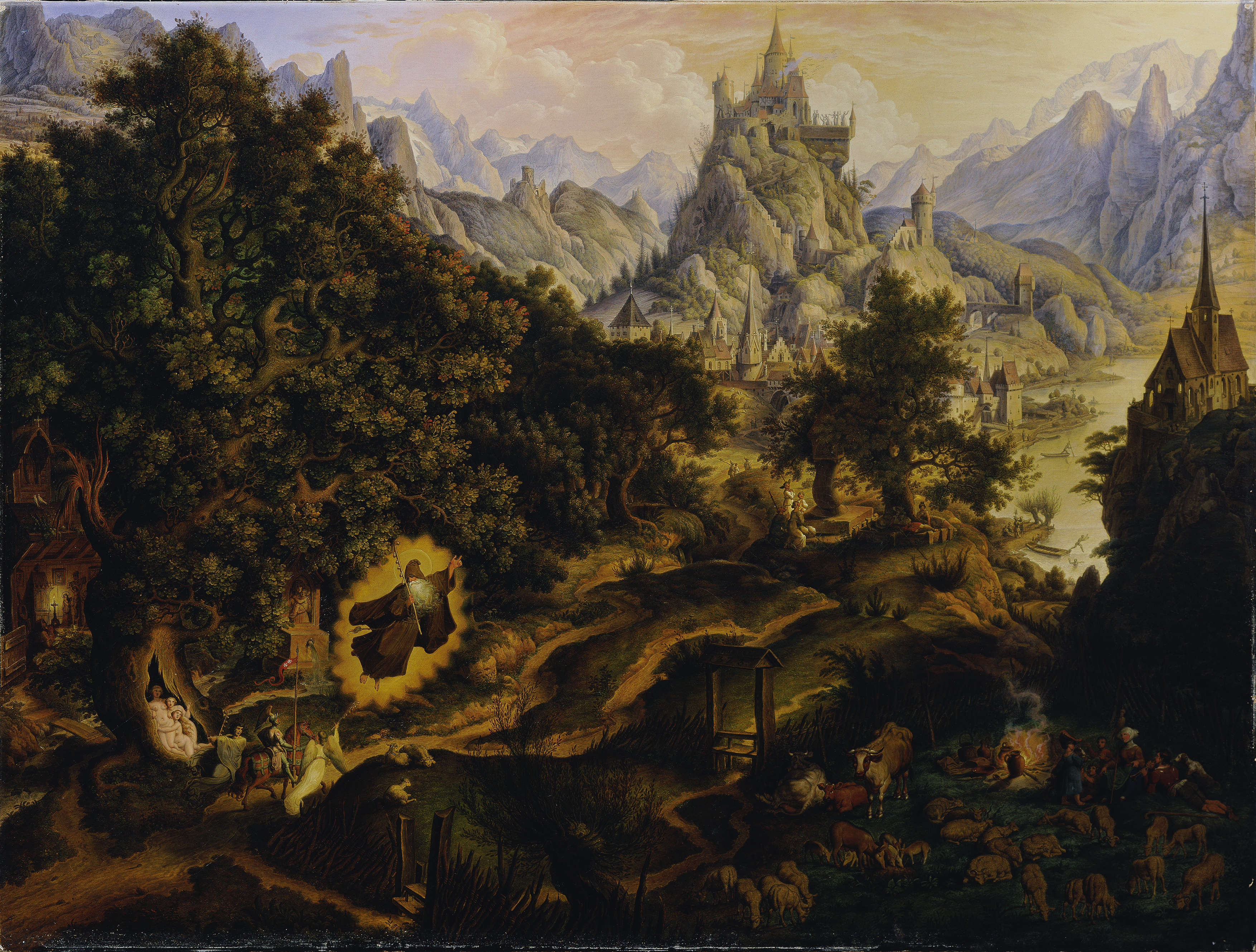